# موريس (ديك)
الديك موريس، ديك فرنسي، يبلغ من العمر 4 سنوات، وهو من سكان جزيرة أوليرو في جنوب غربي فرنسا، يُعد من أبرز الحيوانات التي خاضت معارك قضائية في القرن الواحد والعشرين، إذ رفعت دعوى قضائية ضده عام 2017 بسبب صياحه الذي يبدأ من الساعة السادسة والنصف صباحًا إلى ما بعد الظهيرة، والذي تسبب في إزعاج الجيران، وحوكم موريس عام 2019، ووقفت أمام المحكمة -عوضًا عنه- صاحبته كورين فيسو، واكتسب إثر ذلك شهرة واسعة، فيما أيقظت قضيته صراع يرجع إلى عشرات السنين بين نمط الحياة الريفية والحياة العصرية في فرنسا.

## نشأته
نشأ موريس لدى مالكيه في بلدة سانت بيير دوليرو بفرنسا، وفيها بلغ عامه الرابع، وكان يملك كامل الحرية في الصياح طوال النهار، قبل أن تهدد حريته الدعوى القضائية.

## الدعوى القضائية
في عام 2017، تقدم الزوجين جاي ولويس بيرون برفع دعوى قضائية ضد الديك موريس، بهدف منعه من الصياح صباحًا، وهما جارين لمالكي الديك كورين وجاكي فيسو.

## الحكم القضائي
في يوم 5 سبتمبر 2019، مُنح موريس حق الصياح بأمر من محكمة روشفور بغرب فرنسا، التي رفضت الدعوى القضائية بصفتها دعوى ضد كل مظاهر الحياة الطبيعية الريفية.

## حياته قبل الحكم وبعده
بعد أن رفعت ضده الدعوى القضائية، حاولت كورين فيسو أحد مالكي موريس أن تمنعه من الصياح مؤقتًا، عبر حبسه في قفص غطت جوانبه بعلب البيض، وأبقته فيه خلال الليل لتمنع وصول الضوء إليه، ولكن فشلت جميع محاولاتها لإبقائه صامتًا. فقررت كورين أن تقف في صف موريس الذي يمثل الطبيعة وأصالة الحياة الريفية، ومعها تضامن عدد كبير من الناس في فرنسا وخارجها، ودعموا حقه الطبيعي في الصياح، وخلال ذلك شارك موريس عبر حسابه المسبق على فيسبوك صورة له وهو يرتدي سترة صفراء تضامنًا مع حركة السترات الصفراء في فرنسا، مما جعل التأثير العاطفي لقضيته يمتد إلى أماكن بعيدة، كما كان هناك عريضة داعمة لحق موريس وقع عليها نحو 140 ألف شخص حول العالم.
بعد الحكم الذي قضت به محكمة روشفور تمكن موريس من استعادة حريته في الصياح كما يحلو له، وعاد لممارسة عادته لإعلان طلوع الفجر في جزيرة أوليرون الفرنسية، كما أمرت المحكمة بتعويض كورين فيسو بمبلغ 1000 يورو على ما تكبدته من عناء هي وموريس جراء الدعوى القضائية، فيما طالبت فيسو بسنّ قانون لحماية مظاهر الحياة الريفية من دعاوى مشابهة مستقبلًا واقترحت تسميته «قانون موريس»، وهكذا أصبح موريس رمزًا للمحافظين على أصالة وخصوصية الحياة الريفية في فرنسا، وأشهر ديك فيها.